# Victorias
Victorias is een stad in de Filipijnse provincie Negros Occidental. Bij de laatste census in 2007 had de stad ruim 88 duizend inwoners.

## Geografie

### Bestuurlijke indeling
Victorias is onderverdeeld in de volgende 26 barangays:
| - Barangay I - Barangay II - Barangay III - Barangay IV - Barangay V - Barangay VI - Barangay VI-A - Barangay VII - Barangay VIII - Barangay IX - Barangay X - Barangay XI - Barangay XII | - Barangay XIII - Barangay XIV - Barangay XV - Barangay XV-A - Barangay XVI - Barangay XVI-A - Barangay XVII - Barangay XVIII - Barangay XVIII-A - Barangay XIX - Barangay XIX-A - Barangay XX - Barangay XXI |

## Demografie
Victorias had bij de census van 2007 een inwoneraantal van 88.149 mensen. Dit zijn 6.406 mensen (7,8%) meer dan bij de vorige census van 2000. De gemiddelde jaarlijkse groei komt daarmee uit op 1,05%, hetgeen lager is dan het landelijk jaarlijks gemiddelde over deze periode (2,04%). Vergeleken met de census van 1995 is het aantal mensen met 9.866 (12,6%) toegenomen.
Bacolod · Bago · Binalbagan · Cadiz · Calatrava · Candoni · Cauayan · Enrique B. Magalona · Escalante · Himamaylan · Hinigaran · Hinoba-an · Ilog · Isabela · Kabankalan · La Carlota · La Castellana · Manapla · Moises Padilla · Murcia · Pontevedra · Pulupandan · Sagay · Salvador Benedicto · San Carlos · San Enrique · Silay · Sipalay · Talisay · Toboso · Valladolid · Victorias